# PS (Fernsehserie)
PS ist eine 16-teilige Fernsehserie, die zwischen 1975 und 1979 im Ersten Deutschen Fernsehen ausgestrahlt wurde. Der Regisseur Claus Peter Witt setzte die Drehbücher von Robert Stromberger, in der vierten Staffel von Karl Wittlinger, in Szene.

## Handlung
Die Serie erzählt Geschichten über das fiktive Autohaus Neubert und dessen Kunden.
Dargestellt werden u. a. Intrigen am Arbeitsplatz, Ärger mit einem dauerdefekten Wagen, Folgen eines verschwiegenen Schadens an einem Gebrauchtwagen, Ärger mit der Autoversicherung und Existenzängste.

## Ergänzende Informationen
In einer Nebenrolle spielt Robert Stromberger in Folge 3 der ersten Staffel, in den Folgen 1 und 4 der zweiten Staffel und am Anfang der Folge Schadensregulierung von PS Brodzinski den Polizisten Gräbert.
Das Autohaus Neubert vertritt vier verschiedene Autohersteller: die fiktive Marke Atlantis, BMW, Citroën und Fiat, repariert teilweise aber auch andere Fabrikate wie den Kleintransporter in der dritten Staffel. Um keinen der existierenden Autohersteller in ein schlechtes Licht zu rücken – man befürchtete Klagen auf Schadensersatz –, wurde für die erste Staffel von den Produzenten die Automarke Atlantis mit dem Modell Amalfi frei erfunden. Die offizielle Typenbezeichnung des verwendeten Pkw lautete Atlantis Amalfi CS 1800. Der Wagen war ein Fiat 132 der ersten Serie, der durch Anbauten anderer Fabrikate unkenntlich gemacht wurde.
Der Amalfi erscheint in Staffel 1 als hellblauer Vorführwagen, der Herrn Schmitting nach einer Probefahrt veranlasst, einen ähnlichen Wagen in „Securitagelb“ zu bestellen. Dieser Wagen wird auch auf der Straße fahrend gezeigt. In Staffel 4 taucht der Wagen mit neuen Kennzeichen als (kunstvoll gealterter) Gebrauchtwagen auf. Running Gag der Serie sind zwei mittellose Studenten, die zunächst einen Citroën 2CV kaufen und öfter beim Autohaus Neubert um Hilfe bitten. Diese zwei Studenten tauchen in der vorletzten Folge von PS – Feuerreiter erneut auf, besitzen inzwischen den gealterten Amalfi, der im Flower-Power-Design bemalt ist, und schenken den mittlerweile nahezu wertlosen Wagen dem Autohaus. Dieser wird vom Werkstattkollegium für einen in Not geratenen Kollegen hergerichtet und diesem geschenkt und hat so noch einen letzten Auftritt. Trotz des permanent dargestellten Ärgers mit dem fiktiven Fabrikat soll es zur damaligen Zeit für den durchaus zeitgemäß aussehenden Wagen mehrere Kaufanfragen gegeben haben.
Viele Drehorte liegen in Darmstadt, einige auch in Hamburg. Der Gebrauchtwagenhandel befand sich an der Südwestecke Bismarckstraße/Kasinostraße (heute bebaut), die Drogerie, in der Herr Schmitting arbeitete, in der Schulstraße 3. Die Szenen im Autohaus Neubert der ersten Staffel wurden in Hamburg in der Eiffestraße 420 gedreht. Der dortige aus Stellwänden zusammengesetzte Verkaufsraum stand im Bereich der Zufahrt zum Keller des Werkstattgebäudes. Da dieser Drehort ab Anfang 1976 durch das echte Autohaus Hamburg-Hamm neu belegt war, musste das Autohaus Neubert ab Folge 5 in ein anderes Gebäude ausweichen. Dabei handelte es sich um den damaligen Ford- und ehemaligen Borgward-Betrieb Otto P. Wulff in Hamburg-Bergedorf, Neuer Weg 61. Auf demselben Gelände befand sich auch die Werkstatt der Bossel-Brüder. Dies wird aus einigen Kamerapositionen durch Blick auf das gegenüberliegende Gebäude deutlich. Die Wulff-Gebäude wurden unmittelbar nach Drehende der Feuerreiter abgerissen und durch einen Neubau ersetzt, der inzwischen jedoch auch nicht mehr existiert.
In ihrem Österreichurlaub überquerte die Familie Schmitting die Ill auf einer Nebenstrecke über eine gedeckte Brücke. Sie ist ein Teil der L192, etwa 100 Meter entfernt von deren Einmündung in die Silvrettastraße L188.
Die anschließende Amalfi-Panne wurde auf der Silvretta-Hochalpenstraße in einer Linkskehre (46°56'41.2"N 10°03'38.8"E) etwa 5,4 Kilometer nach der Mautstelle Partenen inszeniert. Danach erlitt der Amalfi den fatalen Motorschaden bei der Fortsetzung der Bergauffahrt in Richtung Autoreparaturwerkstatt Alois Holzer im nächsten Tal. Tatsächlich war diese jedoch etwa 1,5 Kilometer vor der Mautstelle in Partenen eingerichtet, nah bei der Kuratienkirche Heiliger Martin und neben der Pension Christophorus. Das Gebäude existierte 2018 noch, aber die Werkstatteinfahrt wurde zugemauert und mit normalen Hausfenstern versehen.
Während Staffel 2 auf der ersten Staffel aufbaut, u. a. geht der Ärger mit dem Amalfi der Schmittings munter weiter, ist Staffel 3, „Franz Brodzinski“, als eigener Handlungsstrang angelegt. Einige Mitarbeiter des Autohauses sind noch da, der zuvor als Kommanditist fungierende Meister Brensberger ist ohne Erklärung durch Herrn Angermann ersetzt und wird auch nicht mehr erwähnt, wobei Angermann aber bei Entscheidungen des Autohauses auch gewichtig mitredet. Der automobile Hauptdarsteller in Staffel 3 ist ein Harburger Transporter von Hanomag bzw. Hanomag-Henschel, der in der Serie aber keine Firmenlogos oder Herstellerbezeichnungen trägt. Dieser ist mit Pritsche und Plane und unter der Plane als Verkaufswagen ausgestattet. Laut Handlung der Staffel von 1978 war der Wagen fünf Jahre alt. Die Handlung verlegt sich deutlich stärker vom Autohaus insgesamt auf die Auseinandersetzungen hin, die der unschuldige Unfallgeschädigte mit Gutachtern, Versicherung, Unfallgegner und letztlich auch mit dem Autohaus, sowie am Ende vor Gericht ausfechten muss und mehr oder weniger auf ganzer Linie verliert.
Staffel 4, Feuerreiter, wurde von Karl Wittlinger geschrieben, weil Robert Stromberger inzwischen zum ZDF gewechselt war. Sie basiert noch immer auf dem Autohaus Neubert und weitgehend den Mitarbeitern aus der dritten Staffel, weicht aber stilistisch recht stark von den vorhergehenden Staffeln ab. Auch der bisher eingeführte Vorspann mit Filmausschnitten aus der Automobilgeschichte bis zur damaligen Gegenwart des Autoverkehrs sowie die Titelmelodie wurden ersetzt. Man sieht jetzt im Vorspann die Motorradgang Feuerreiter durch Darmstadt fahren. Deren Anführer, ein Abiturient aus wohlhabendem Elternhaus, versammelt unter seinen Spielregeln („Kodex“) weitere junge Männer um sich: „Jesus hatte zwölf Jünger, ich habe 30“. Es wird gezeigt, wie diese Jugendlichen bzw. jungen Erwachsenen einerseits bewusst anecken und teils auch provozieren, wie sie jedoch auch als starke Gefahr im eher bürgerlichen und kleinbürgerlichen Umfeld wahrgenommen werden. Deutlich wird dies auch durch den Konflikt, den der von den Feuerreitern begeisterte Schüler Jochen mit seinem Vater, einem Zahnarzt, hat, welcher Motorräder insgesamt und besonders die Gang der Feuerreiter absolut ablehnt. Die Feuerreiter üben mehrfach auch Selbstjustiz und „bestrafen“ Menschen, die gegen ihren Kodex verstoßen oder ihnen sonst missfallen. Das Autohaus Neubert schließt mit dem Chef der Motorradgang einen lukrativen Kaufvertrag über 24 Zweiräder ab. Ansonsten werden erneut auch Themen innerhalb des Autohauses gezeigt: Die Einführung des von der Geschäftsleitung lange gewollten, aber von der Belegschaft abgelehnten Wochenenddienstes, Reibereien zwischen dem Betriebsobmann und der Geschäftsleitung und ein Monteur, der nebenbei schwarz arbeitet und obendrein Kleinmaterial aus der Firma entwendet und dabei entdeckt wird.

## DVD-Veröffentlichung
- Staffel 1 und 2 der Serie sind seit dem 28. März 2008 in einer Box mit 4 DVDs mit jeweils zwei Folgen erhältlich.
- Staffel 3 und 4 sind seit dem 12. April 2009 in einer Box mit 4 DVDs mit jeweils zwei Folgen erhältlich.

## Episodenliste

### Staffel 1: PS – Geschichten ums Auto (1975)
| Nr. (ges.) | Nr. (St.) | Originaltitel   | Erstausstrahlung Deutschland | Regie            | Drehbuch           | Spieldauer (DVD-Version) |
| --- | --------- | --------------- | ---------------------------- | ---------------- | ------------------ | ------------------------ |
| 1 | 1         | Der neue Wagen  | 18. Mai 1975 (ARD)           | Claus Peter Witt | Robert Stromberger | 67:22 min                |
| Familie Schmitting möchte einen neuen Wagen im Autohaus Neubert in Darmstadt kaufen. Statt des beabsichtigten Kleinwagens Fiat 127 schwatzt der gewiefte Verkäufer Herrn Schmitting einen wesentlich größeren und für ihn viel zu teuren Amalfi CS 1800 der Atlantis-Werke auf. Die sich anschließende Finanzierung erweist sich für die Schmittings als erhebliche Belastung. Außerdem ist ihr Gebrauchtwagen entgegen der Einschätzung des Autohauses zum gewünschten Preis praktisch unverkäuflich. Das vom Eigentümer und Gründer Hermann Neubert geführte Autohaus ist ein Familienbetrieb. Die Firma feiert 50-jähriges Jubiläum und hat mit deutlich größeren Wettbewerbern zu kämpfen. Neuberts Sohn Jochen bekleidet eine Vorstandsposition in der Wirtschaft und hat kein besonders gutes Verhältnis zu seinem Vater, der ans Aufhören denkt und sich seinen Sohn als Nachfolger wünscht. Der Entscheidung kommt ein Herzinfarkt des Seniors zuvor. Während der alte Herr sich im Krankenhaus erholt, übernimmt Neubert Junior entgegen seiner vorherigen Ablehnung den Betrieb. |           |                 |                              |                  |                    |                          |
| 2 | 1         | Kleingedrucktes | 21. Mai 1975                 | Claus Peter Witt | Robert Stromberger | 67:30 min                |
| Herr Schmitting versucht mit allen Mitteln aus dem Kaufvertrag und der teuren Finanzierung auszusteigen, ohne Erfolg. Auch Schmittings vom Autohaus in Kommission genommener Austin 850 bleibt zum Wunschpreis unverkäuflich. Für den Gebrauchtwagen entstehen während der Standzeit weitere Kosten, über die Herr Schmitting vom Autohaus anfangs in Unkenntnis gelassen wird. Jochen Neubert will den Betrieb mit hohen Investitionen modernisieren, ohne seinen Vater darüber zu informieren. Mit bisher maßgeblichen Mitarbeitern wie der Prokuristin Fräulein Kornelia Mettler sowie dem knorrigen alten Meister Karl Brensberger kommt es zu ersten Konflikten durch Kompetenzgerangel. Beim Überraschungsbesuch des Seniors in seinem Betrieb erfährt dieser durch Brensberger von den Modernisierungsplänen seines Sohnes, was ihm erkennbar sehr große Sorgen macht. Nach einem letzten Gespräch des alten Herrn mit seiner Enkelin verstirbt er an einem weiteren Herzinfarkt. Schmittings Amalfi wird am Tag der Beerdigung des Seniors ausgeliefert, jedoch ohne das bestellte Schiebedach. Der Austin ist immer noch unverkauft und der Endpreis des Amalfis liegt um fast 500,- DM höher als vertraglich vereinbart. Schmittings sehen wegen des fehlenden Schiebedachs eine letzte Chance, aus dem Vertrag herauszukommen und lassen den Amalfi im Autohaus stehen. |           |                 |                              |                  |                    |                          |
| 3 | 1         | Restalkohol     | 25. Mai 1975                 | Claus Peter Witt | Robert Stromberger | 67:22 min                |
| Jochen Neubert stellt zur Einrichtung eines Werkstattnotdienstes zusätzlich einen neuen, jüngeren Meister, Herrn Werner Joost ein, ohne Mettler und Brensberger zu informieren. Die Werkstatt ist beunruhigt, „Karl der Große“ (Brensberger) stinksauer. Zwar wird er nicht entlassen, aber auf die Lehrlingsbetreuung abgeschoben. Außerdem entzieht Neubert Fräulein Mettler schriftlich die Prokura. Herr Joost müht sich nach Kräften, einen guten Start bei Neubert hinzulegen und nirgends anzuecken. Einem Kunden sagt er die persönliche und frühmorgendliche Auslieferung eines neuen Citroën DSpécial zu dessen Haus zu. Am Abend zuvor kehrt Joosts Sohn Ulli von einem Balkanurlaub zurück. Die Rückkehr wird langanhaltend und feuchtfröhlich gefeiert. Den Kater am nächsten Morgen versucht Meister Joost mit einer Kopfschmerztablette zu vertreiben. Mit Restalkohol im Blut rammt Joost im Neuwagen einen Schaltkasten der Deutschen Bundespost, meldet den Unfall jedoch nicht und fährt davon. Ein Zeitungszusteller beobachtet das Ganze, die benachrichtigte Polizei holt Joost anschließend coram publico vom Arbeitsplatz zur Blutprobe ab. Aufgrund des Atemalkoholtests wird sein Führerschein sichergestellt. Einige Tage danach bestätigt sich beim Ergebnis der Blutuntersuchung Herrn Joosts absolute Fahruntüchtigkeit zum Unfallzeitpunkt. Der Amalfi der Familie Schmitting macht ersten Ärger: Startschwierigkeiten und hoher Benzinverbrauch. Jochen Neuberts Verhältnis zu Kunden und Belegschaft ist von Überheblichkeit und Rechthaberei geprägt. Besonders zwischen ihm und Mettler sowie Brensberger knirscht es deutlich. Joost zieht Brensberger ins Vertrauen hinsichtlich des Führerscheinentzugs. Joost bittet ihn, die Wagen für ihn probezufahren, bis er die Fahrerlaubnis zurückerhält. Brensberger lehnt wegen des schlechten Verhältnisses zu Neubert ab, sichert Joost aber Stillschweigen zu. |           |                 |                              |                  |                    |                          |
| 4 | 1         | Das Urteil      | 29. Mai 1975                 | Claus Peter Witt | Robert Stromberger | 83:29 min                |
| Aus Angst vor Kündigung verheimlicht Meister Joost seinem Arbeitgeber das Ergebnis der Blutuntersuchung in Höhe von 1,7 Promille. Stattdessen behauptet er, den Führerschein zurückerhalten zu haben. Er fährt daher die Wagen aus der Werkstatt weiterhin Probe. Jochen Neubert spricht Fräulein Mettler wegen einer eigenmächtigen Änderung von Kaufvertragsbedingungen eine fristlose Entlassung aus. Darauf droht sie mit Kündigungsschutzklage. Das Nachlassgericht lädt Neubert, Mettler und Brensberger zur Testamentseröffnung vor. Bei dieser erfahren die Beteiligten vom letzten Willen Hermann Neuberts. Er hat siebzig Prozent des Betriebs an seinen Sohn sowie je fünfzehn Prozent an Mettler und Brensberger vererbt. Sie erhalten als Auflage, zu dritt einen Kommanditvertrag zu schließen. Damit ist Fräulein Mettlers Entlassung gegenstandslos. Auf einen anonymen Hinweis hin stellt die Polizei Joost bei dessen führerscheinlosen Probefahrten. Da nur Brensberger eingeweiht war, fällt der Verdacht auf ihn, was ihm die Belegschaft sehr übelnimmt. Vor Gericht wird Joost wegen fahrlässiger Straßenverkehrsgefährdung in Tatmehrheit mit Unfallflucht und Fahrens ohne Führerschein verurteilt. Außerdem wird ihm die Fahrerlaubnis für ein Jahr entzogen. Da er die Strafe, den Schaden und die Gerichtskosten nicht zahlen kann, entscheidet er sich ersatzweise für eine Gefängnisstrafe. Ein Streit zwischen Monteur Wüller und einem seiner Bekannten mitten in der Werkstatt entlarvt ihn als Joosts Verräter: Wüllers Freundin arbeitet beim Gericht. Nach der nächtlichen Fahrt zum Gefängnis werden Frau Joost und Sohn Ulli Zeuge eines Alkoholunfalls mit einem Toten. |           |                 |                              |                  |                    |                          |

### Staffel 2: PS – Geschichten ums Auto (1976)
| Nr. (ges.) | Nr. (St.) | Originaltitel   | Erstausstrahlung Deutschland | Regie            | Drehbuch           | Spieldauer (DVD-Version) |
| --- | --------- | --------------- | ---------------------------- | ---------------- | ------------------ | ------------------------ |
| 5 | 2         | Garantie        | 13. Juni 1976 (ARD)          | Claus Peter Witt | Robert Stromberger | 73:22 min                |
| Ohne es zu thematisieren, befindet sich das Autohaus Neubert jetzt in einem anderen Gebäude. Die Heizung beim Amalfi lässt sich nicht abstellen, der Benzinverbrauch ist exorbitant hoch, die Sitzverstellung klemmt. Herr Schmitting muss dringend zum Flughafen, um ein Vorstellungsgespräch in Hamburg wahrzunehmen. Der Amalfi springt jedoch mal wieder nicht an, nachdem der Ansaugkrümmer gerade bei einer Tankstelle gereinigt und der Leerlauf neu eingestellt wurde. Herr Schmitting muss daher per Taxi zum Flughafen fahren. Der herbeigerufene Tankwart bekommt den Amalfi zwar zum Laufen, verweist ihn aber nun in die Fachwerkstatt. Dort stellt man einen völlig verstellten Motor fest und wechselt nach anstrengenden Verhandlungen den Ansaugkrümmer kostenlos gegen die verbesserte Version aus. Herr Joost arbeitet nach Ableistung der Gefängnisstrafe wieder im Autohaus Neubert, sehr zum Missfallen Brensbergers. Die Unstimmigkeiten zwischen Neubert, Mettler und Brensberger über die künftige Ausrichtung des Autohauses spitzen sich weiter zu. Nach dem Austausch des Amalfi-Krümmers wird in der Werkstatt irrtümlich ein defekter, falscher Kühlerverschlussdeckel montiert, mit dem Familie Schmitting in den Österreichurlaub startet. Auf dem Anstieg der Silvretta-Hochalpenstraße beginnt das Kühlwasser zu kochen und der Amalfi rollt dampfend neben einer Kehre aufs unbefestigte Bankett aus. |           |                 |                              |                  |                    |                          |
| 6 | 2         | Folgeschäden    | 15. Juni 1976                | Claus Peter Witt | Robert Stromberger | 71:26 min                |
| Trotz Kühlwasserverlusts fahren Schmittings weiter, da sie sich nicht trauen, kaltes Wasser nachzufüllen. Die Fahrt endet, von Pferden gezogen, an der Autoreparaturwerkstatt Alois Holzer. Dieser stellt eine durchgebrannte Zylinderkopfdichtung fest, kann aber mangels Ersatzteil nicht sofort reparieren. Außerdem identifiziert der grantelnde Fachmann den defekten Kühlerverschlussdeckel als Ursache für den Wasserverlust. Eine Woche lang sitzen die Schmittings in dem nicht namentlich genannten österreichischen Dorf (Partenen) fest. Jochen Neubert kommt mit seinem Plan, Werkstattrichtzeiten einzuführen gegen Mettler und Brensberger nicht an. Neubert will die Richtzeiten daher gegen die beiden anderen Kommanditisten durchsetzen. Der nach Darmstadt zurückgekehrte Amalfi wird untersucht und weist diverse Schäden am Motor auf. Die Ursache für dessen Überhitzung wird jedoch nicht gefunden, da der defekte Deckel in Österreich von Herrn Schmitting stillschweigend gegen ein einwandfreies Teil ausgewechselt wurde. Da er den Wagen aber bewusst ohne Kühlwasser gefahren hat, kann Schmitting die Schuld an den Folgeschäden nicht abstreiten. Das Kompetenzgerangel zwischen Brensberger und Joost eskaliert weiter. Vor versammelter Mannschaft stellt Joost Brensberger zur Rede, worauf jener ihn des Raums verweist. Schmittings entschließen sich, den Amalfi zu verkaufen, da sie die Reparaturkosten nicht bezahlen können. Am Ende steht Volker Schmitting im Regen an der Bushaltestelle Kopernikusplatz und bedauert die armen Autofahrer, die an ihm vorbeiziehen. |           |                 |                              |                  |                    |                          |
| 7 | 2         | Der Unfallwagen | 18. Juni 1976                | Claus Peter Witt | Robert Stromberger | 72:06 min                |
| Der Straßenbahnfahrer Erich Göbel kauft im Autohaus Neubert einen BMW 1502 und gibt sein Fiat 850 Coupé in Zahlung. Hintergrund ist die erhoffte Besänftigung seiner Frau wegen seines letzten Seitensprungs. Bis zur Auslieferung des Neuwagens fährt Göbel den Fiat weiter. Das sich an den Streit zwischen Joost und Brensberger anschließende Gespräch zwischen den Kommanditisten endet im Abgang von Jochen Neubert. Dieser hat bereits einen Nachfolger für seine Position organisiert. Auch Werner Joost verlässt das Autohaus Neubert. Bei einer kleinen Auspuffreparatur an Göbels Fiat durch dessen Tankwart Speyer rutscht der Wagen von der Hebebühne, wobei erheblicher Blechschaden entsteht. Speyer sichert die kostenlose und umgehende kosmetische Reparatur mit Schweiß- und Lackierarbeiten zu. Die frischgebackene Führerscheinbesitzerin Monika Bach sucht ein Auto für sich. Sie entscheidet sich spontan für das Fiat 850 Coupé, das gerade auf den Gebrauchtwagenplatz des Autohauses Neubert rollt. Als blutige Fahranfängerin fehlt ihr ganz offenbar noch einiges an Erfahrung in der Fahrzeugbeherrschung. Bei der vor dem Verkauf des Coupés noch anstehenden Hauptuntersuchung erlebt das Autohaus Neubert eine Überraschung: Die Prüfung beim TÜV führt Werner Joost durch, der dort eine Anstellung zu seiner vollen Zufriedenheit gefunden hat. Joost untersucht den Fiat besonders gründlich und notiert zahlreiche, zu behebende Mängel. Deren Reparaturen kosten das Autohaus fast 1.200,- DM. Als Nachfolger für Jochen Neubert führt dessen Frau Vera Herrn Thomas Dietz ins Autohaus ein. Dieser zeigt sich als jugendlich-dynamischer, aber auch strenger Charakter. Sowohl Mettler als auch Brensberger begegnen ihm skeptisch. Die Schwarzarbeit des Monteurs Wüller kommt im Rahmen einer Kundenbeschwerde ans Tageslicht. Wüllers Stundenlohn wird daraufhin für zwei Jahre um etwa 25 % auf den Tariflohn verringert, um den entstandenen Schaden auszugleichen. Monika Bach verursacht mit ihrem Fiat einen kleinen Unfall mit einem Fahrradfahrer, da der Wagen beim Bremsen unvermittelt nach rechts zieht. Sie wird daher im Autohaus Neubert vorstellig, allerdings genau zum Feierabend und wird daher abgewimmelt. Als Fahranfängerin traut man ihr außerdem noch keinen Sachverstand in Sachen Auto zu. Kurz vor einer ersten Urlaubsreise erscheint Bach nochmals mit dem Fiat im Autohaus. Spontan erklärt sich Fräulein Mettler bereit, den Wagen mit ihr probezufahren. Auf der Fahrt erleidet das Auto ohne Fremdeinwirkung einen Unfall mit Totalschaden und wird zum Autohaus zurückgeschleppt. |           |                 |                              |                  |                    |                          |
| 8 | 2         | Die Schuldfrage | 22. Juni 1976                | Claus Peter Witt | Robert Stromberger | 91:36 min                |
| Beim Abladen des Fiat-Wracks auf dem Hof des Autohauses Neubert versammelt sich die fassungslose Belegschaft. Speziell Meister Brensberger ist konsterniert, da er vom einwandfreien Zustand des Fahrzeugs überzeugt war. Da die erfahrene Rallyefahrerin Mettler beim Unfall am Steuer saß, zweifelt niemand im Autohaus an ihrer Unschuld. Kornelia Mettler hatte einen Sicherheitsgurt angelegt und kommt mit mehreren Verletzungen und Brüchen davon. Monika Bach jedoch erleidet als Unfallfolge durch nicht angelegten Sicherheitsgurt eine Querschnittslähmung. Ihr Arzt hofft auf eine Regeneration der Nerven nach einer entsprechenden Operation. Ein neuer Kundendienstberater namens Eicher übernimmt Joosts Posten. Volker Schmitting verzweifelt am zerfallenden Restwert seines Amalfis, der unverkäuflich in Kommission auf dem Gebrauchtwagenplatz des Autohauses steht. Da sich während der Standzeit weitere Kosten auftürmen, gibt Schmitting auf. Er verkauft den Wagen zu den vom Autohaus Neubert angebotenen Konditionen, um das Problem endgültig loszuwerden. Der vom Staatsanwalt beauftragte Sachverständige findet am Fiat-Wrack keinen technischen Mangel, der den Unfall hätte verursacht haben können. Brensberger zweifelt das Gutachten an und begibt sich in einer Nachtschicht selbst auf Fehlersuche. Er findet die Reparaturspuren des Tankwarts Speyer. Diese führen ihn zur Ursache des Schiefzugs, einer bei der Reparatur angeschmorten Silentbuchse der Vorderradaufhängung. Der erneut hinzugerufene Sachverständige ist beeindruckt und korrigiert sein Gutachten. Auch Thomas Dietz entschuldigt sich bei Brensberger, den er unberechtigterweise zuvor harsch kritisiert hatte. Beim sich anschließenden Gerichtsverfahren gegen Göbel und Speyer wird letzterer freigesprochen. Als Nichtfachmann musste er den Aufbau einer Silentbuchse nicht kennen und hatte seine Sorgfaltspflicht beim Schweißen daher nicht verletzt. Göbel dagegen wird verurteilt, da er die Reparatur nebst dem veränderten Fahrverhalten gegenüber dem Autohaus Neubert verschwiegen hat. Die nach wie vor querschnittsgelähmte Monika Bach wird von ihren Eltern aus dem Gerichtsgebäude getragen. |           |                 |                              |                  |                    |                          |

### Staffel 3: PS – Brodzinski (1978)
Gemüsehändler Brodzinski wird in einen Auffahrunfall verwickelt und muss sein Geschäft aufgeben. Die Staffel schildert die Probleme mit Unfallgegner, Versicherung, Sachverständigen, Autohaus und den Irrgarten von Paragraphen und Verordnungen.
| Nr. (ges.) | Nr. (St.) | Originaltitel       | Erstausstrahlung Deutschland | Regie            | Drehbuch           | Spieldauer (DVD-Version) |
| --- | --------- | ------------------- | ---------------------------- | ---------------- | ------------------ | ------------------------ |
| 9 | 3         | Der Auffahrunfall   | 16. Okt. 1978 (ARD)          | Claus Peter Witt | Robert Stromberger | 58:28 min                |
| Der ambulante Obst- und Gemüsehändler Franz Brodzinski beliefert seine Darmstädter Stammkundschaft täglich mit frischer Ware. Mit böhmischem Akzent und Charme ist er ein wahres Verkaufstalent. Auf der Rückfahrt nach seinem Tagesgeschäft passiert ihm auf der Roßdörfer Straße ein Auffahrunfall: Auf der linken Seite seiner Fahrspur will ein Fahrradfahrer eine Lücke im Gegenverkehr abwarten, um die Gegenspur zu überqueren. Am rechten Fahrbahnrand derselben Stelle hält ein roter Mercedes, dessen Fahrertür sich öffnet. Der Fahrradfahrer hält an, Brodzinski macht eine Vollbremsung, worauf seinem Hanomag-Henschel ungebremst ein Opel Admiral ins Heck kracht. Der Sachschaden ist erheblich, die Edelfriseurin Frau Isèl im Admiral sichtlich geschockt. Sie gibt Brodzinski ein schriftliches Schuldanerkenntnis, das er sicher verwahrt. Die Polizei verurteilt sie zu einer Ordnungswidrigkeit. Um seinen Verdienstausfall möglichst gering zu halten, lässt Brodzinski den Hanomag zur umgehenden Reparatur in die Werkstatt des Autohauses Neubert schleppen. Dort leitet inzwischen nicht mehr Karl Brensberger, sondern Walter Angermann die Werkstatt. Auch Monteur Wüller ist nicht mehr da, stattdessen ist ein neuer Monteur namens Fritz Bossel eingestellt worden. Sobald die gegnerische Versicherung die Regulierungsbereitschaft erklärt, soll die Reparatur begonnen werden. Dies jedoch zieht sich ohne Brodzinskis Schuld hin, für die Zeit bis zur Reparatur nimmt er sich einen Miettransporter. Seitens der Mietwagenfirma wird ihm erklärt, dass die gegnerische Versicherung auch dafür zahlen würde. Allerdings meldet die Friseurin Isèl ihrer Versicherung den Schaden zunächst nicht. Solange steht der beschädigte Hanomag in der Werkstatt, ohne dass etwas passiert. Der Ehemann der Unfallgegnerin Isèl bezichtigt Brodzinski einer mutwilligen und grundlosen Bremsung. Frau Isèl widerruft ihr schriftliches Schuldanerkenntnis und begründet dies mit der Schocksituation. Sie wirft Brodzinski nachträglich ein schikanöses Abbremsen vor. Erst nach 12 Tagen, in denen Brodzinski mit dem Miettransporter seine Verkaufstouren macht, bekommt die Versicherung den Schaden gemeldet und schickt ihren Gutachter. Dieser erklärt den Wagen zum wirtschaftlichen Totalschaden: Brodzinski bekäme nur den Zeitwert ersetzt, für den er sich aber kein gleichwertiges Auto kaufen könnte. Brodzinski nimmt daraufhin seinerseits einen Gutachter, der ihm erklärt, dass er bis zu einem gewissen Prozentsatz auch über dem Fahrzeugwert vor dem Unfall reparieren lassen könne. Dies müsse die gegnerische Versicherung zahlen. Die Reparaturkosten liegen gerade eben in diesem Rahmen. Brodzinski beauftragt das Autohaus Neubert nach dieser Gutachteraussage mit der Reparatur des Hanomags. |           |                     |                              |                  |                    |                          |
| 10 | 3         | Unfallkosten        | 23. Okt. 1978                | Claus Peter Witt | Robert Stromberger | 57:59 min                |
| Im Autohaus Neubert rumort es wegen ausbleibender Lohnerhöhungen. Der geplante Notdienst stößt bei der Belegschaft auf wenig Begeisterung. Widerwillig stimmt Dietz einer dreiprozentigen Erhöhung des Stundenlohns zu, droht aber mit Personaleinsparungen zur Kompensation. Wegen der widersprüchlichen Angaben zum Unfallhergang zahlt die Fiducia-Versicherung den Unfallschaden an Brodzinskis Hanomag nicht. Herr Isèl erteilt der Fiducia Regulierungsverbot und droht bei Zuwiderhandlung mit der Kündigung aller seiner dortigen Verträge. Diese beugt sich dem Diktat und bringt Brodzinski damit in erhebliche finanzielle Schwierigkeiten. Da Brodzinski keine Zeugen beibringen kann, ist seine Rechtslage kritisch: Der Radfahrer, der seine Bremsung verursacht hatte, war beim Eintreffen der Polizei bereits ohne Daten zu hinterlassen verschwunden. Durch seine Aktivitäten zur Schadensregulierung verliert Brodzinski Zeit, die ihm zum Obst- und Gemüseverkauf fehlt, der Umsatz bleibt aus. Nach mittlerweile vier Wochen will die Mietwagenfirma zumindest ihre erste Rechnung bezahlt bekommen. Diese kann Brodzinski, der immer noch kein Geld erhalten hat, nur teilweise begleichen. Der Miettransporter wird wegen der hohen, ausbleibenden Restzahlungen von der Mietwagenfirma zurückgeholt, womit Brodzinski wieder nichts verdient. Nach einer weiteren Woche, in der das Autohaus noch auf Ersatzteile für den älteren Hanomag warten musste, ist der Wagen endlich wieder in Ordnung. Allerdings besteht das Autohaus Neubert nach der Reparatur auf der vollständigen Bezahlung durch Brodzinski. Er könnte aber nur knapp ein Drittel der Summe aus Eigenmitteln aufbringen, bekäme damit den Wagen also nicht beim Autohaus ausgelöst. Da der verzweifelte Brodzinski ohne Transporter keine Einnahmequelle hat, setzt er sich in einem unbeobachteten Moment in seinen Hanomag und fährt vom Hof. Meister Angermann sieht ihn zwar noch, kann ihn aber nicht mehr aufhalten. Er nimmt damit seinen Obst- und Gemüseverkauf wieder auf. |           |                     |                              |                  |                    |                          |
| 11 | 3         | Selbsthilfe         | 30. Okt. 1978                | Claus Peter Witt | Robert Stromberger | 58:27 min                |
| Die Belegschaft des Autohauses Neubert verzichtet nach einer turbulenten Betriebsversammlung auf die dreiprozentige Lohnerhöhung. Im Gegenzug sollen betriebsbedingte Kündigungen ausgeschlossen werden. Im Autohaus Neubert beratschlagt man, wie man in der Sache Brodzinski weiter verfahren will. Man hat zwar für ihn Verständnis, dennoch wird der Rechtsweg eingeschlagen und ein Gerichtsvollzieher beauftragt, den Wagen einzuziehen. Dieser versucht den Hanomag wegen der nicht bezahlten Reparaturrechnung sicherzustellen. Brodzinskis Freundin und Wohnungsgeberin Lohmeier warnt ihn in letzter Sekunde vor, worauf er dem Gerichtsvollzieher vorerst mit dem Hanomag entwischt. Bei seiner Rückkehr trifft er den Gerichtsvollzieher zwar an, übergibt ihm den Wagen aber zunächst nicht und weigert sich, dessen Standort zu nennen. Dies bremst das Verfahren aber nur kurz. Gemeinsam mit Herrn Angermann parkt der Gerichtsvollzieher den aufgespürten Hanomag dann frühmorgens mit zwei Fahrzeugen zu, als Brodzinski vor Frau Lohmeiers Laden frische Ware abladen will. Brodzinski sieht sich im Recht, da er als Geschädigter egal bei wem immer draufzahlen müsste, was er obendrein nicht kann. Er muss sich letztlich aber dem Gerichtsvollzieher beugen und den Wagen herausgeben. Am Ende seiner Möglichkeiten gibt Brodzinski sein Geschäft auf und bietet seinen Hanomag dem Autohaus Neubert zum Kauf an. Frau Mettler und Verkäufer Schöllcke bieten ihm dabei nicht das, was er sich vorgestellt hatte. |           |                     |                              |                  |                    |                          |
| 12 | 3         | Schadensregulierung | 6. Nov. 1978                 | Claus Peter Witt | Robert Stromberger | 58:17 min                |
| Brodzinski, der nicht mehr anders kann, da ihn die Schulden und Forderungen aus dem Unfall überrollen, muss seinen Kleintransporter dem Autohaus Neubert verkaufen. Im guten Glauben, die Reparatur über dem Restwert von der Versicherung bezahlt zu bekommen, hatte er diese beauftragt. Er bekommt aber nun vom Autohaus nur den deutlich niedrigeren Restwert des nun obendrein reparierten Unfallwagens geboten, wodurch er auf weiteren ca. 2.000,- DM sitzen bliebe. Es bleibt ihm jedoch letztlich nichts anderes übrig, als darauf einzugehen. Im Autohaus zeichnet sich derweil an anderer Stelle neuer Ärger ab. Die sich durch eher gebremsten Arbeitseifer auszeichnende Sekretariatsmitarbeiterin Köckel soll entlassen werden, da sie obendrein während eines angeblichen Arztbesuches während der Arbeitszeit beim Friseur war. Diese klagt vor dem Arbeitsgericht, die Kündigung sei ohne Anhörung des Betriebsrates unwirksam. Nach dem Prozess bietet Herr Dietz ihr eine Abfindung in Höhe von drei Monatsgehältern an, damit sie geht, das Arbeitsverhältnis sei zerrüttet. Im Strafverfahren gegen Frau Isèl sagt Brodzinski vor Gericht als Zeuge aus. Isèl, die schon mehrfach durch Verkehrsdelikte aufgefallen war und letztlich die Mitschuld Brodzinskis nicht beweisen kann, wird in voller Höhe zu Bußgeld und Punkten in Flensburg verurteilt. Brodzinski sieht sich fast am Ziel, muss aber feststellen, dass das Urteil keine Auswirkungen auf ein noch anstehendes Zivilverfahren hat und sich zähneknirschend einen Anwalt nehmen. Die von Herrn Isèl unter Druck gesetzte Versicherung verweigert immer noch die Regulierung. Im nachfolgenden Zivilprozess lügt Frau Isèl eine komplett erfundene Geschichte von Nötigung und Behinderung durch Brodzinski zusammen, während dieser als Zeuge noch vor dem Saal warten muss. Nachdem dieser als Zeuge aufgerufen wird und bei der Verhandlung bleiben will, ruft er immer wieder aufgebracht dazwischen und wird letztlich aus dem Saal gewiesen, Frau Lohmeier wartet die Urteilsverkündung ab. Der anfangs an der Unfallstelle rechts haltende Mercedes wird nicht mehr erwähnt und daher in der Urteilsfindung nicht berücksichtigt. Somit wäre die Straße für ein Ausweichmanöver gegenüber dem Radfahrer breit genug gewesen. Die Klage Brodzinskis wird abgewiesen, er muss zwei Drittel der Verfahrenskosten tragen und bekommt lediglich 1.500,- DM zugesprochen. Resigniert nimmt Brodzinski seine frühere Tätigkeit beim Großmarkt wieder auf. Frau Lohmeiers Tante-Emma-Laden, der ohnehin gegen die Supermärkte immer mehr zu kämpfen hatte, wird aufgegeben. In der Schlussszene sieht man Brodzinski, der unschuldig in die Sache verwickelt wurde, wieder als Angestellten Gemüsekisten stapeln.                                                  |           |                     |                              |                  |                    |                          |

### Staffel 4: PS – Feuerreiter (1979)
Das Autohaus Neubert gerät kurzzeitig in Probleme, weil es von der gefürchteten Rockerbande Feuerreiter einen Großauftrag annimmt. Es handelt sich um zwei Dutzend Kleinkrafträder des Typs KiM 50, wobei im Schriftzug veränderte  KTM 50 RSW benutzt wurden. Das Drehbuch für diese Staffel wurde nicht mehr von Robert Stromberger, sondern von Karl Wittlinger geschrieben.
| Nr. (ges.) | Nr. (St.) | Originaltitel   | Erstausstrahlung Deutschland | Regie            | Drehbuch        | Spieldauer (DVD-Version) |
| --- | --------- | --------------- | ---------------------------- | ---------------- | --------------- | ------------------------ |
| 13 | 4         | Feuerreiter I   | 26. Feb. 1979 (ARD)          | Claus Peter Witt | Karl Wittlinger | 58:30 min                |
| Der intellektuell interessierte und wohlhabende Fabrikantensohn Ingo Falter nennt sich „Hamlet“. Er führt mit seiner Harley-Davidson Electra Glide eine Motorradgang namens Feuerreiter an, die ein Magnet für jugendliche Zweiradfahrer ist. Alle Mitglieder erhalten Decknamen: Sie werden nach Shakespeare-Figuren oder nach anderen Persönlichkeiten der Weltgeschichte benannt. Der Zahnarztsohn Jochen Helber verkauft sein Mofa, um sich ein Kleinkraftrad zuzulegen. Er schwärmt für die Feuerreiter, die er aus seiner Stammkneipe „Go In“ kennt. Da sein Vater im Allgemeinen gegen Motorräder und im Speziellen gegen die Feuerreiter ist, fädelt Jochen das Geschäft heimlich ein und arbeitet dafür nach der Schule in einem Imbiss. In der Beziehung von Kornelia Mettler und Daniel Heintz kriselt es, weil sie sich nicht fester binden möchte. Heintz beginnt eine Affäre mit einer Arbeitskollegin, der Sekretärin und Witwe Renate Hölderlin. Monteur Fritz Bossel zeigt sich als rechthaberischer Stänkerer und Großmaul, der obendrein Material für eigene Zwecke abzweigt. Hamlet will für die Feuerreiter beim Autohaus Neubert für 120.000,- DM eine Galastaffel bestehend aus 24 Kleinkrafträdern des Typs „KIM 50 LX“ (KTM 50 RSW) kaufen. Jochen schafft die erste Hürde der Aufnahmeprüfung bei den Feuerreitern. |           |                 |                              |                  |                 |                          |
| 14 | 4         | Feuerreiter II  | 5. März 1979                 | Claus Peter Witt | Karl Wittlinger | 57:40 min                |
| Hamlet verhandelt den Kauf der Galastaffel direkt mit Thomas Dietz, dem Geschäftsführer des Autohauses, wobei er einen einwandfreien und bei Bedarf sofortigen Service zur Bedingung für den Kauf macht. Einen Journalisten, der einen kritischen Artikel über die Feuerreiter verfasst hat, verwarnt Hamlet persönlich, nachdem zwei Feuerreiter dessen VW Karmann Ghia geöffnet und dessen Kameras zerlegt haben. Einen Kunden mit einem heruntergekommenen Horch 853 Cabrio hauen die Brüder Bossel mit einer notdürftigen Reparatur für 2.500,- DM in ihrer Werkstatt übers Ohr. Fritz Bossel wird in flagranti mit gestohlenem Werkzeug und Teilen erwischt. Außerdem kommt die mit seinem Bruder gemeinsam geleistete Schwarzarbeit am Horch heraus. Zur Entschädigung muss er ohne Bezahlung den Wochenendservice für die Feuerreiter übernehmen. Jochen freundet sich mit der jungen Boutiquenkraft Dressy an. Diese plaudert an ihren Bruder ein ihr von einem Feuerreiter anvertrautes Geheimnis über eine Bestrafungsaktion aus. Dafür wird sie selbst bestraft, indem die Feuerreiter ihr ihre langen Haare abschneiden. Die Feuerreiter wollen die Galastaffel frisieren lassen, was das Autohaus Neubert ablehnt. Daher fragen sie bei den Bossel-Brüdern an, die ein gutes Geschäft wittern. |           |                 |                              |                  |                 |                          |
| 15 | 4         | Feuerreiter III | 12. März 1979                | Claus Peter Witt | Karl Wittlinger | 57:33 min                |
| Nach der Lieferung der Galastaffel soll diese mit einem Spezialauspuff ausgestattet werden. Dieser erweist sich beim TÜV als zu laut und daher als nicht abnahmefähig. Der zuständige Prüfer Joost wird daher von den Feuerreitern bestraft, indem er nachts gefesselt und als Indianer geschminkt in seinem Auto zurückgelassen wird. Er gerät in den inneren Konflikt, als TÜV-Prüfer die Vorschriften einhalten zu müssen und gleichzeitig eine gewisse Angst vor weiteren Racheakten der Feuerreiter zu haben. Die vormals 2CV-fahrenden Studenten übergeben ihren bunt bemalten und reichlich mitgenommenen Amalfi CS 1800 dem Autohaus Neubert. Sie gehen für ein halbes Jahr nach Indien, sollte der Wagen bis zur Rückkehr nicht verkauft sein, nähmen sie ihn zurück. Jochen setzt für seine Freundin Dressy eine Amnestie bei den Feuerreitern durch. Er wird immer kritischer gegenüber der Art und Weise, wie Hamlet die Feuerreiter führt. Da Monteur und Obmann Pfeffer sein Amt genervt niederlegt, soll ein neuer Obmann gewählt werden. Fritz Bossel sieht seine Chance, als Ersatz gewählt zu werden. Bei der Abstimmung unterliegt er aber, Pfeffer wird gegen seinen Willen wiedergewählt. Bei der nächsten TÜV-Vorführung des Spezialauspuffs ist Joost vorbereitet und steckt eine zusätzliche Dämpfungsbirne auf den Auspuff. Damit nachgerüstet sind die Maschinen schließlich abnahmefähig. Die Bossel-Brüder versichern ihre Werkstatt zu einem überhöhten Wert gegen Feuer. Unmittelbar nach Vertragsabschluss brennt die Werkstatt einschließlich ihres alten VW Käfers vollständig aus. |           |                 |                              |                  |                 |                          |
| 16 | 4         | Feuerreiter IV  | 19. März 1979                | Claus Peter Witt | Karl Wittlinger | 58:01 min                |
| Der Brandsachverständige schließt aus Widersprüchlichkeiten und unbeschädigten Toren und Fenstern auf Brandstiftung durch Fritz oder Harry Bossel, ein Aufbrechen der Werkstatt oder Eindringen von Fremden ist nicht erkennbar. Die Bossel-Brüder versuchen gegenüber der Presse, den Werkstattbrand den Feuerreitern in die Schuhe zu schieben. Daniel Heintz beendet die Beziehung mit Kornelia Mettler zugunsten von Renate Hölderlin. Bei den Feuerreitern regt sich Widerstand gegen Hamlet. Er will sein Renommée durch Identifikation des Werkstattbrandstifters wiederherstellen. Bei einem Besuch von Hamlet bei den Bossels bringt dieser ein Abhörgerät unter deren Wohnzimmertisch an. Beim anschließenden Abhören entlarvt sich Harry Bossel als der Brandstifter. Gegen Jochens Widerspruch will Hamlet Harry Bossel wegen dessen falscher Beschuldigung der Feuerreiter bestrafen. Angedeutet wird, dass Fräulein Mettler und Herr Dietz sich näher kommen. Aufgrund Fritz Bossels Notlage, der, nachdem sein VW Käfer verbrannt ist, nun mit einem Klapprad zur Arbeit kommt, entscheidet sich die Belegschaft des Autohauses Neubert, ihm einen ordentlichen Wagen zu verschaffen. Der Studenten-Amalfi wird für 300,- DM gekauft und für den Kollegen aufbereitet, der den Wagen gerührt entgegennimmt. Weil Harry Bossel sich abgesetzt hat, will Hamlet stattdessen Fritz Bossel bestrafen und lässt ihn gefesselt und geknebelt mit zur Kiesgrube schaffen. Dort konfrontiert Jochen Hamlet mit einem Ausschlussantrag, da er die Gruppe über Fritz Bossels Täterschaft angelogen hat und dies gegen die von Hamlet selbst als Anführer gesetzten Regeln verstößt. Die Feuerreiter entscheiden schließlich, die Gruppe aufzulösen. Alleingelassen mit Bossel schneidet Hamlet ihm die Fesseln ab und lässt ihn laufen. |           |                 |                              |                  |                 |                          |